# Jürgen Brôcan
Jürgen Brôcan (* 29. November 1965 in Göttingen) ist ein deutscher Schriftsteller, Lyriker, Essayist und Übersetzer.

## Leben
Brôcan studierte Germanistik und Europäische Ethnologie an der Georg-August-Universität Göttingen und begann zu dieser Zeit mit Übersetzungen. Seitdem arbeitet er als freier Schriftsteller, Literaturkritiker, Herausgeber und Übersetzer. 2003 zog er nach Dortmund. Er schreibt Essays und Rezensionen vor allem für das Feuilleton der Neuen Zürcher Zeitung und schrieb auch bis zu dessen Einstellung 2020 für das Hamburger Onlineforum fixpoetry von Julietta Fix. Außerdem ist er der Herausgeber der edition offenes feld (eof) und der Zeitschrift „offenes feld“, die in Zusammenarbeit mit dem gleichnamigen Verein erscheint.

## Auszeichnungen
- 2007: Stipendium des Autorenförderungsprogramms für Essay, Stiftung Niedersachsen
- 2010: Stipendium der Kunststiftung NRW (für Antidot)
- 2010: Paul Scheerbart-Preis, Heinrich Maria Ledig-Rowohlt-Stiftung[4]
- 2015: Stipendium der Kunststiftung NRW (für Holzäpfel).
- 2016: Literaturpreis Ruhr
- 2016: Postpoetry NRW
- 2018: Stipendium der Kunststiftung NRW (für Wacholderträume)

## Publikationen (Auswahl)
- Monolithen. Edition Maldoror, Berlin 1995 [Künstlerbuch]
- Logbuch. Berlin (Edition Maldoror) 1995 [Künstlerbuch]
- mit Jakob Lehcie: Solitüden. Edition Maldoror, Berlin 1996 [Künstlerbuch]
- Querschläger. Edition Maldoror, Berlin 1998 [Künstlerbuch]
- Die Haut hinter den Worten. Edition An der Leine, Göttingen 2000
- Frühgrau, Kranengesang. Edition An der Leine, Göttingen 2001
- Fakten & Wunder. Darling Publications, Köln 2005
- Ortskenntnis. Gedichte 1996–2006. Lyrikedition 2000, München 2008
- mit Jan Kuhlbrodt: Umkreisungen. 25 Auskünfte zum Gedicht. Poetenladen, Leipzig 2010
- Antidot. Gedichte. Edition Rugerup, Hörby; Berlin 2012
- Holzäpfel. Edition Rugerup, Berlin 2015
- Schädelflüchter. Edition Voss, Horlemann Verlag, Angermünde 2015
- hymnenrauh. Edition Haus Nottbeck im vorsatz verlag, Oelde und Dortmund, 2016
- Wacholderträume. Edition Rugerup, Berlin 2018
- Ritzelwellen. Aphaia Verlag, München 2020
- Lesebuch Jürgen Brôcan, Nylands Kleine Westfälische Bibliothek 105. Aisthesis Verlag, Bielefeld 2021
- Atemfrequenzen. Aphaia Verlag, München 2022

Übersetzungen:
- René Char: Die Ebene. Edition Quatre en Samisdat, Berlin 1999 [Künstlerbuch]
- Robinson Jeffers: Liebe den wilden Schwan. Privatdruck, Göttingen 2001
- René Char: Der herrenlose Hammer. Privatdruck, Göttingen 2002
- mit Stefan Weidner: William „Bill“ Everson: Syzygium/Ursprung des Flusses (Fassung 1990). Gemini, Berlin 2001
- Marianne Moore: Kein Schwan so schön. Urs Engeler Editor, Basel 2001
- Gustaf Sobin: Das Taubenhaus. Berliner Taschenbuch Verlag, Berlin 2003
- Richard Wilbur: Eine Welt ohne Gegenstände ist spürsame Leere. Darling Publications, Köln 2005
- Georges Schehadé: Poesie I–VII. Verlag Hans Schiler, Berlin 2006
- Sehen heißt ändern. 30 amerikanische Dichterinnen. Lyrik Kabinett, München 2006
- Ranjit Hoskoté: Die Ankunft der Vögel. Hanser Verlag, München 2006
- Walt Whitman: Grasblätter. Hanser Verlag, München 2009
- Clayton Eshleman: Die Friedhöfe des Paradieses. Ausgewählte Gedichte 1974–2010. Hanser Verlag, München 2011, ISBN 978-3-446-23737-7.
- John Muir: The Mountains of California/Die Berge Kaliforniens. mit Fotografien von Edward Muybridge. Matthes & Seitz, Berlin 2013, ISBN 978-3-88221-050-7.
- Nathaniel Hawthorne: Der scharlachrote Buchstabe. Eine Phantasie. Hanser Verlag, München 2014 / Büchergilde Gutenberg, Frankfurt am Main; Zürich; Wien 2014 / Wissenschaftliche Buchgesellschaft, Darmstadt 2014 / dtv Verlagsgesellschaft, München 2016.
- mit Kerstin Zimmermann: Stephen Henighan: Unsere Welt in Gefahr. Klimawandel und Zivilisation. Alouette Verlag, Oststeinbek 2014.
- Daniele Pantano: Dogs in untended fields/Hunde in verwahrlosten Feldern. Gedichte (eng./dt.). Wolfbach Verlag, Basel; Zürich; Roßdorf 2015.
- Ranjit Hoskote: Feldnotizen des Magiers. edition offenes feld, Dortmund 2015, ISBN 9783739215419.
- Arundhathi Subramaniam: Die Stadt brandete gegen mich. edition offenes feld, Dortmund 2016, ISBN 9783842336711.
- John Muir: Bäume vernichten kann jeder Narr. Essays und Aufzeichnungen. Matthes & Seitz, Berlin 2017, ISBN 978-3-95757-223-3.
- Walt Whitman: Leben und Abenteuer von Jack Engle. dtv, München 2019
- Ralph Waldo Emerson: Tagebücher. Übersetzt, herausgegeben und kommentiert von Jürgen Brôcan, Matthes & Seitz, Berlin 2022, ISBN 978-3-95757-541-8.